# Božićni kolači
Božićni kolači su slastice koje se tradicionalno peku za Božić.
Božićni kolači imaju početak u receptima iz srednjovjekovne Europe, u kojima su se počeli koristili tada moderni sastojci kao što su: cimet, đumbir, crni papar, bademi i suho voće. Do 16. stoljeća, božićni kolači postali su popularni diljem Europe.
Najranije primjerke božićnih kolača u SAD-u su donijeli Nizozemci u ranom 17. stoljeću. Najkasnije od sredine 19. stoljeća koriste se razni metalni oblici za kolače ("modlini"), koji su postali dostupni na tržištu. Često prikazaju vrlo stilizirane slike s temama poput božićnog drvca, snjegovića ili zvjezdica. Zbog dostupnosti toga pribora, počeli su se pojavljivati i prvi recepti za takve božićne kolače. 
U Kanadi i Sjedinjenim Američkim Državama, od 1930-ih, djeca su ostavljala na stolu kolačiće i mlijeko za Djeda Božićnjaka na Badnjak. 
Primjeri božićnih kolača su: kuglof, medenjaci, paprenjaci, božićni kruh, fritule, biskupski kruh, pannetone, vanilin kiflice i dr.